# Nakaz

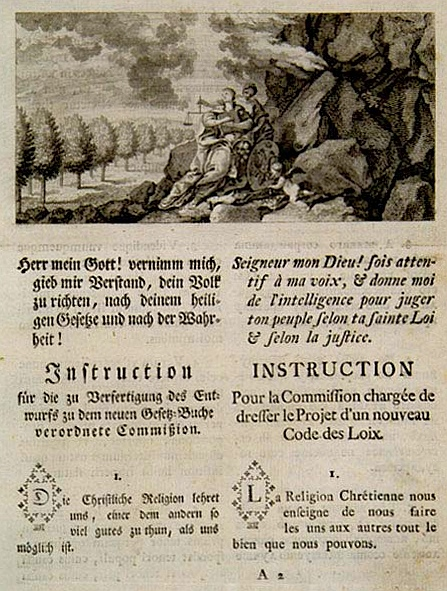
Nakaz, também conhecido como Instrução de Catarina, a Grande

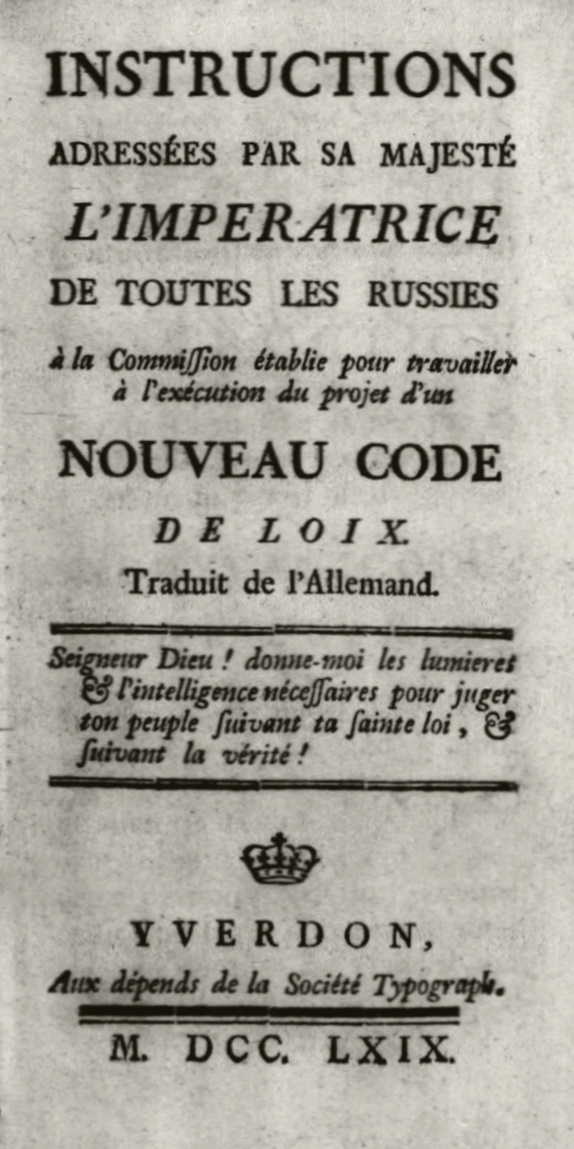
Instructions, tradução da obra em francês, no ano de 1769

Nakaz, ou Instrução, de Catarina, a Grande (em russo:  Наказ Екатерины II Комиссии о составлении проекта нового Уложения, transliteração: Nakaz Jekateriny II Komissiji o sostavleniji projekta novogo Uloženija) foi uma declaração de princípios jurídicos escrita por Catarina II da Rússia e permeada pelas ideias do Iluminismo francês. Foi compilado como um guia para a Comissão Legislativa de toda a Rússia convocada em 1767 com o objetivo de substituir o código de leis moscovita, de meados do século XVII por um código de leis moderno. Catarina acreditava que fortalecer a lei e as instituições era, acima de tudo, fortalecer a monarquia.
A Instrução proclamava a igualdade de todos os homens perante a lei e desaprovava a pena de morte e a tortura, antecipando assim algumas das questões levantadas pela posterior Constituição dos Estados Unidos e pela Constituição polaca. Embora as ideias do absolutismo fossem enfaticamente defendidas, a postura em relação à servidão é mais imprecisa: o capítulo sobre os camponeses foi retocado várias vezes.
Catarina trabalhou na Instrução por dois anos. Em 1766, ela mostrou o manuscrito a seus assessores mais próximos, Nikita Panin e Grigory Orlov, pedindo-lhes que fizessem as alterações que julgassem necessárias. Em sua versão final, a Instrução é composta por 22 capítulos e 655 artigos, que abrangem diversas esferas do direito e processo estadual, penal e civil. Mais de 400 artigos são copiados literalmente das obras de Montesquieu, Beccaria e outros pensadores contemporâneos.

Em 1767, Catarina enviou a edição em alemão para Frederico II da Prússia e em francês para Voltaire. Ela escreveu a um de seus correspondentes que:
| “ | (...) para o benefício do meu Império, copiei do presidente Montesquieu, sem nomeá-lo no texto. Espero que, se ele tivesse me visto trabalhando, teria perdoado esse roubo literário apenas pelo bem de 20 milhões de pessoas que ele pode provocar. Ele amava demais a humanidade para se ofender; o livro dele era meu breviário. | ” |

O manuscrito existente da Instrução foi escrito por Catarina em francês. Há também uma tradução russa por ela mesma. Em 10 de agosto de 1767, as edições russa e alemã foram impressas em Moscou. As edições latinas e francesas seguiram em 1770. Em 1769, o Duque de Choiseul teve Instrução oficialmente proibida na França como um "livro libertário".
A Instrução gerou muita discussão entre os intelectuais russos e exerceu influência necessária nas aulas do iluminismo russo. Foi neste documento que os princípios básicos do iluminismo francês foram articulados em russo pela primeira vez. No entanto, o trabalho de Catarina teve pouco valor prático: a Comissão Legislativa falhou em delinear o novo código de leis e a Instrução nunca circulou na Rússia fora de Moscou e São Petersburgo.
Denis Diderot, que visitou a Rússia em 1774, escreveu uma extensa crítica ao Nakaz — Observations sur le Nakaz — que começa com uma famosa afirmação: "Não há verdadeiro soberano exceto a nação; não pode haver verdadeiro legislador exceto o povo".

## Antecedentes

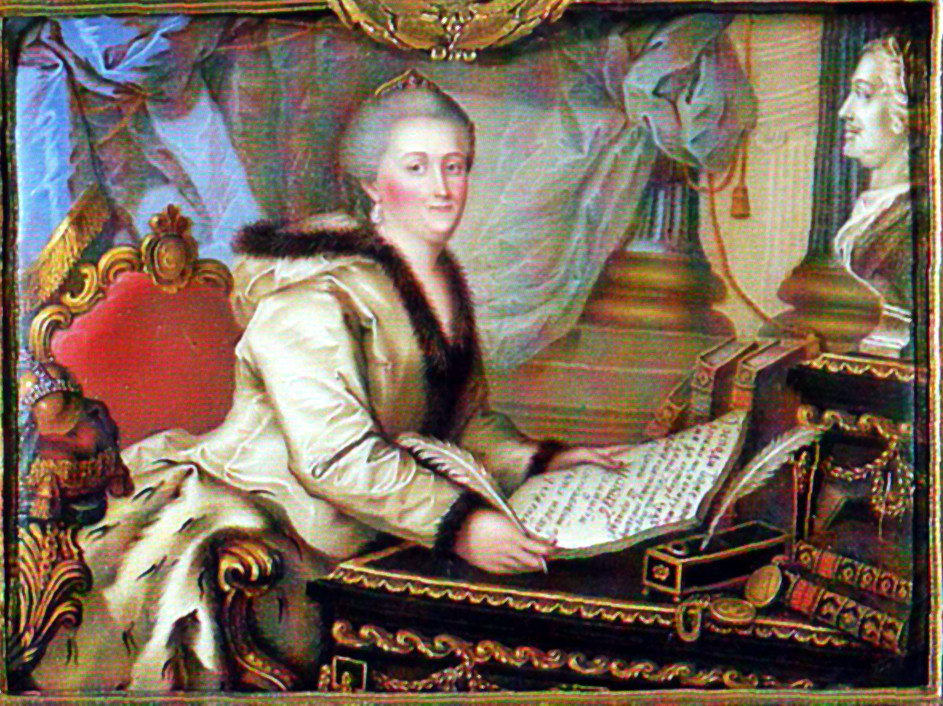
Catarina, a Grande com o Nakaz

A Instrução de Catarina à Comissão Legislativa deu uma descrição detalhada do estado da nação no momento em que foi escrita (1764). Dezoito meses em elaboração, o Nakaz foi escrito com a intenção de fornecer uma descrição inequívoca das leis existentes. Embora Catarina baseasse sua redação ligado ao iluminismo da Europa Ocidental, ela apenas utilizou algumas das ideias mais amplas do movimento, como a igualdade perante a lei, para fortalecer a autocracia. Montesquieu, cujas obras influenciaram fortemente Catarina, escreveu sobre coisas como um governo dividido (onde o poder é dividido entre os Poderes Executivo e Legislativo) e uma monarquia composta por três estados. Catarina ignorou com muito tato essas ideias em favor de uma monarquia burocrática absolutista.
Nakaz foi escrito como uma forma de defender o sistema já existente, em vez de provocar qualquer mudança séria. Copiando boa parte do texto em Esprit des lois de Montesquieu (“O Espírito das Leis”), Catarina teve o cuidado de fazer pequenas alterações na redação original que o colocaram em conformidade com sua visão da Rússia como uma monarquia burocrática absolutistam, ou seja, que tem escritórios para gerenciar coisas como cobrança de impostos, serviço policial, etc. Foram necessários vários rascunhos e ampla contribuição de revisores antes que o documento final fosse concluído, quando várias propostas mais radicais foram eliminadas. Catarina continuou a ouvir críticas e fazer mudanças em seu trabalho até 1767, quando dois capítulos suplementares foram escritos.

## Capítulos
A Instrução é composta por um total de 22 capítulos, 655 artigos, uma introdução e uma conclusão. Os três primeiros capítulos discutem o estado atual do Império Russo. Os capítulos 4-10 discutem o código de leis existentes, bem como a opinião de Catarina sobre eles. O resto dos capítulos, excluindo os dois últimos, discutem o povo da Rússia como um todo. Os capítulos 21 e 22 — os capítulos suplementares —, vêm após a conclusão, pois analisam a organização da polícia e a gestão do dinheiro do Estado, respectivamente.

## O novo Império Russo
Em sua Instrução, Catarina inicia ao afirmar que a natureza de um império é avançar e progredir constantemente. Ela continua dizendo que o dever cristão de todo assunto que vale a pena é ajudar a nação com qualquer habilidade que possua. Os três primeiros capítulos do Nakaz descrevem o estado do país.
O corpo do documento alega que a Rússia é uma potência europeia, e que a nação deve isso às reformas de Pedro, o Grande. O próximo capítulo especifica o território da Rússia como contendo 32 graus de latitude e 165 de longitude no globo terrestre. Nesse capítulo, Catarina diz que uma monarquia absoluta é necessária para governar um reino tão vasto. Continuando a defender a autocracia, ela afirma: “Outra razão é que é melhor obedecer às Leis sob a direção de um Mestre, do que estar sujeito às Vontades de muitos”. Seu argumento final para a autocracia é que um governo absoluto não priva as pessoas de liberdade, mas as direciona para que possam contribuir com a sociedade em geral para torná-la melhor.
Por fim, Catarina descreve a estrutura de poder da Rússia nesta primeira seção da Instrução. Primeiro, há os poderes intermediários, como os tribunais locais, e depois os poderes supremos, aos quais os poderes inferiores estão sujeitos e dependentes. No entanto, o soberano é a fonte de todo o poder, tanto supremo como civil. Catarina contradiz essa afirmação posteriormente, ao dizer que a Rússia é uma monarquia absoluta na qual o líder aceita voluntariamente as limitações da lei comum. Inconsistências como essa provam que Catarina estava tentando usar o iluminismo para impor seu regime autocrático.

## Lei
Uma grande parte do restante de Nakaz analisa a lei, mais especificamente, partes da lei, como crime, punição e julgamento. Nesta seção, Catarina também fala sobre igualdade de tratamento perante as regras, a natureza da lei e o que significa liberdade em um estado autocrático. Embora ela não explore a questão da servidão muito profundamente, muitos de seus pensamentos mais aprofundados foram expressos em rascunhos anteriores de sua Instrução que foram editados.
Primeiramente, Catarina afirmou que a lei deve ter sanção e fornecer proteção igual a todos. A discussão da proteção igual para todos trouxe à mesa a questão da servidão. Foi considerada a condenação direta da prática da servidão, mas Catarina foi aconselhada contra tais propostas radicais; consequentemente, no documento final, a discussão do assunto se limita à sua crítica e condenação dos abusos físicos.
A Instrução explora a natureza do Direito, ou mais especificamente, como surgem as leis de diferentes culturas. Catarina cita as culturas de “nações selvagens”, como China, Japão, Lacedemônios (espartanos), Roma e Espanha como exemplos de como elementos como clima, recursos e maneira geral das pessoas afetam o desenvolvimento de suas culturas individuais.
A discussão sobre cultura e Direito é seguida por pontos de vista sobre punição e como o crime deve ser medido e como a punição deve se relacionar com o crime. Catarina afirma que existem quatro tipos de crimes: crimes contra a religião, crimes contra a honra, crimes que perturbam a paz e crimes que afetam a segurança dos cidadãos. Sendo assim, Catarina assume sua posição sobre a tortura e condena a prática como punição. Devido a outros argumentos feitos sobre a questão do crime e punição, passou a ser amplamente aceito que Catarina era da escola de pensamento que sugeria que era melhor deixar dez homens culpados em liberdade do que condenar um único homem inocente. De fato, não há tal passagem na Instrução.
Em relação ao texto que define como o sistema judicial deveria ser visto eram considerado radicais na época, Catarina acreditava na importância de um juiz, júri e testemunhas, mas alegou que a forma como a polícia era vista na sociedade estava errada. A polícia, na sua opinião, deveria descobrir o crime, não a justiça exata, e essa questão foi examinada mais de perto em redações suplementares que ela acrescentou ao texto mais tarde. Catarina chegou a dizer que a prisão “não deve ser encarada como uma punição, mas sim como um meio de preservar a pessoa do acusado em segurança, o que lhe assegura ao mesmo tempo sua liberdade, desde que seja inocente."

## População da Rússia
A seção final do corpo do Nakaz é dedicada a estatísticas e teorias sobre o povo da Rússia. Catarina dá outra olhada na servidão e na ética da prática. Outras áreas que ela cobre são casamento, impostos, comércio e manufatura, educação, nobreza, classe média, o papel das cidades na infraestrutura russa e a prática de herança e testamento. Catarina conclui sua Instrução afirmando que este trabalho requer uma leitura cuidadosa e que todos deveriam dedicar um tempo para tentar entendê-lo. Ela queria que fosse lido todos os meses na Assembleia da Comissão Legislativa até que um novo código de leis fosse concluído. Ela também escreveu que sabia que sua Instrução não poderia ser perfeita, então permitiu que a Comissão Legislativa solicitasse alterações no documento.